# امرأة صالحة (رواية)
امرأة صالحة هي إحدى روايات الروائية الأمريكية دانيال ستيل (بالإنجليزية A Good Woman) وهي من الروايات الرومانسية.

## نبذة قصيرة
تدور أحداث الرواية عن قصة حياة امرأة منذ ان كانت فتاة في التاسعة عشرة من عمرها نشأت في اسرة غنية في نيويورك وفقدت اسرتها في غرق التيتانك وتطوعت بعدها لتمريض الفقراء، مرت في حياتها بزيجة فاشلة انتهت بفضيحة لم تستحقها وسافرت إلى فرنسا وعملت كممرضة لضحايا الحرب العالمية الأولى. وفي باريس انشأت لنفسها حياة جديدة ودرست الطب وعملت كطبيبة لكن القدر اتاح لها الفرصة للعودة إلى نيويورك مرة أخرى بصورة غير متوقعة.